# Sexualita
Sexualita v českém názvosloví označuje především soubor vlastností a jevů, které vyplývají z pohlavních rozdílů. K sexualitě patří:
- anatomické, hormonální a reprodukční rozdíly mezi mužem a ženou (resp. samcem a samicí)
- souhrn projevů chování a cítění (resp. reaktivity, tedy dispozice k určitému chování a cítění) vyplývajících z tělesných i psychických rozdílů mezi pohlavími, včetně reprodukčních jevů a aktivit
- erotické projevy a chování se pod pojem sexuality zpravidla zahrnují i tehdy, nejsou-li pohlavně specifické
- rozdílné sociální role

## Užší a širší definice
Někdy jsou za projevy sexuality označovány zejména ty, které souvisejí s pohlavním rozmnožováním, genitální a erotickou slastí ze sbližování, blízkosti nebo styku, případně genitálního sebeuspokojování, erotickou láskou a přitažlivostí. V neodborném jazyce je někdy obsah pojmu zužován ještě více, a to pouze na genitální a orgasmické aktivity, lidově sex.
Do širší definice však patří i ty projevy pohlavní rozdílnosti, které s erótem, erotickou slastí ani pohlavním rozmnožováním bezprostředně nesouvisí (diskutabilní jsou například rozdíly ve schopnosti abstraktního myšlení či prostorové orientace, soustředění na více činností najednou, sociální kompetence a empatie, nadání v různých profesích atd.).
Zatímco anatomické rozdíly genitálu a k nim příslušné reprodukční schopnosti pohlaví člověka v moderní kultuře právně definují, mnohé další projevy považované na typicky mužské nebo typicky ženské, zejména psychologické, jsou většinou specifické pouze statisticky, tj. u jednoho pohlaví jsou výrazně nebo i jen mírně častější nebo v průměru silněji zastoupené. Rozdíly v sociálních rolích se kriticky zabývá relativně mladý obor gender studies, čerpající z tradice feminismu.

## Individuální sexualita
Definice sexuality jakožto souboru projevů rozdílnosti pohlaví předpokládá existenci pouhých dvou druhů sexuality, z nichž každá přísluší jednomu pohlaví. Protože však ve skutečnosti existuje značná diverzita projevů i v rámci jedinců téhož pohlaví a téměř žádný znak či projev není vlastní jednomu pohlaví zcela výlučně, hovoří se též o sexualitě jedince jakožto jedinečné kombinaci dispozic, případně projevů. Tradiční dichotomický model byl v moderním západním světě postupně nabourán nejprve reflexí existence homosexuální orientace, různými směry feministického uvažování, později též akceptováním transsexuality, tedy stavu, kdy osoba má psychicky jiné pohlaví než anatomicky. Okrajově začala být věnována pozornost oběma typům asexuality (absence sexuální orientace i absence sexuální touhy).
Sexuální identita je označován myšlenkový konstrukt (který se historicky mění), jehož pomocí člověk sám sebe z hlediska sexuality vnímá nebo je vnímán ve společnosti, jde tedy v podstatě o osvojenou sociální roli, byť v podstatné míře vyplývající i z vrozených dispozic. Její součástí je zejména psychosociální příslušnost k jednomu ze dvou pohlaví (která u transsexuálů nevyplývá automaticky z anatomického pohlaví). V moderní době je součástí sexuální identity též vědomí příslušnosti k některé ze sexuálních orientací. Součástí sexuální identity mohou být i jiné vlastnosti sexuality, například preference určitého věku či typu partnerů, specifická dynamika, četnost nebo charakter erotických vztahů, specifický způsob prožívání a projevování citů nebo orgasmických aktivit atd., preference konformních vztahů a partnerského života atd. Neuropsychologický základ a struktura sexuální identity jsou předmětem odborných diskusí a výzkumů.